# Imigyen szóla Zarathustra (Richard Strauss)
Az Imigyen szóla Zarathustra (Also sprach Zarathustra) Richard Strauss német zeneszerző op. 30-as szimfonikus költeménye. A zenemű Friedrich Nietzsche azonos című filozófiai műve alapján született. A bemutató 1896-ban volt.

## A mű születése
Richard Strauss érdeklődése – Liszt Ferenc példája nyomán – már pályája elején a szimfonikus költemények felé irányult, mert úgy vélekedett, hogy egy zeneszerző egy zenei program segítségével nyilatkozhat meg. Az Imigyen szóla Zarathustra megírásakor már ismert komponista volt, a szimfonikus költemények műfaján belül túl volt a Don Juanon, a Halál és megdicsőülésen és a Till Eulenspiegel vidám csínyjein. Mióta megismerte Nietzsche művét, folyamatosan foglalkoztatta a zenei megvalósítás gondolata. Ám míg a korábbi szimfonikus költeményekben a komponista saját személyes élményeiről és benyomásairól vallott, addig a Zarathustra a Nietzsche művének olvasása nyomán támadt érzéseket kellett tükrözni. Az elképzelés, bármilyen abszurdnak tűnik, a filozófiai alapmű zeneiségén alapul, amiben a filozófiai fogalmak szinte költeményszerű megfogalmazásban jelennek meg. Maga Nietzsche írta az Ecce homo című önéletrajzi írásában (fontos megállapítani, hogy Strauss nem ismerte ezt az írást!), hogy Zarathustráját akár el tudná képzelni zenedarabként is.
A közvélemény elképedt már a terv nyilvánosságra kerülésekor is, nem tudták elképzelni, hogyan egyeztethető össze a filozófia és a zene. Strauss később így nyilatkozott erről: „Nem szándékoztam filozofikus zenét írni, vagy akár zenei portrét festeni Nietzsche nagy művéről. Sokkal inkább kívántam zenébe átültetni az emberiség fejlődésének eszméjét a kezdeti primitív szinttől a valláson s a tudományon keresztül, Nietzsche emberfeletti ember fogalmának megfelelően. A szimfonikus költemény Nietzsche géniuszának hódol, s ez a géniusz az Imigyen szóla Zarathustra című könyvben mutatkozik leginkább meg.” Ezért jelent meg a partitúra a következő alcímmel: „Friedrich Nietzsche után szabadon.”
A mű bemutatója 1896. november 27-én volt Frankfurt am Mainban, a szerző vezényletével. A közönség és a szakmabeliek is megosztottak voltak a bemutató után, de még később is. Hans von Bülow becsülte, Romain Rolland felemásan vélekedett róla. Az 1902-es magyarországi bemutató után a fiatal Bartók Béla el volt ragadtatva, lelkesedett érte, és éppen Strauss műve mozdította ki korai alkotói válságából.

## A zene
Strauss a darab előadásához meglehetősen nagy zenekart írt elő: három fuvola, két pikoló, három oboa, angolkürt, három klarinét, basszusklarinét, három fagott, kontrafagott, hat kürt, négy trombita, három harsona, két tuba, két üstdob, nagydob, cintányér, triangulum, harangjáték, orgona, két hárfa, tizenhat hegedű (I és II), tizenkét mélyhegedű, tizenkét gordonka, nyolc nagybőgő.
A mű kilenc fejezetre oszlik, amelyek azonban folyamatosan, attacca követik egymást. Ezek mindegyike Nietzsche művének egy-egy fontos témájához kapcsolódik, így adnak programot a darabnak:
1. Einleitung (Bevezetés)
2. Von den Hinterweltlern (A túlvilágiaskodókról)
3. Von der großen Sehnsucht (A nagy vágyakozásról)
4. Von den Freuden und Leidenschaften (Az örömökről és szenvedélyekről)
5. Das Grablied (Sírdal v. Gyászének)
6. Von der Wissenschaft (A tudományról)
7. Der Genesende (A lábadozó v. A gyógyuló)
8. Das Tanzlied (A táncdal)
9. Nachtwanderlied (Éji vándor dal)

A partitúra első lapján Nietzsche bevezető szavait olvashatjuk: „Zarathustra harmincéves volt, amikor elhagyta szülőföldjét és szülőföldje tavát, és a hegyek közé húzódott. Itt élvezte szellemét és magányát, s nem unt rá tíz teljes évig. Végül mégis mást gondolt szívében, egy reggel pirkadatkor felkelt, kilépett a napfényre, és így szólt a naphoz: … Zarathustra ember akar lenni újra.” A zene a napkelte csodálatos témájával indul. Először mély hangon megszólaló, igen halk „dübörgést” hallunk, majd a négy trombita hatalmas C-dúr akkordja ad jelet a zenekarnak, hatalmas üstdobütések hangsúlyozzák a dallamot. (A szélsőséges dinamika alkalmazása végigvonul az egész művön, ám mégsem nagy hangerejű, sőt inkább halk, lírai, tűnődő jellegű zenedarabra gondolunk vissza a mű meghallgatása után.) Háromszor hangzik fel ez a motívum, hogy az egész zenekar, a cintányértól az orgonáig, egy grandiózus tuttival mutassa meg: felkelt a nap és az egész világegyetem fényesen ragyog. Az orgona kitartott akkordja zárja ezt a részt. Az első rész napkelte témája majd mindegyik további részben visszatér, néha rejtett máskor nyílt módon, miközben a komponista a természet megjelenítésére c, az emberi szellem jellemzésére h tonalitást alkalmaz. A második részben a mélyvonósok sötét színei a földi élet gondjait jelzik, amely gondokon a tudás adhat megoldást. Ez a tudás iránti vágy a túlvilág felé irányítja az embert, („Ó, hatalmas égitest, mi örömöd lenne, ha nem léteznének mindazok, akiket beragyogsz!” – kiált fel Zarathustra) a tudás iránti vágy a vonósok jellegzetes felfelé ívelő pengetett hangjain szólal meg. Csakhamar kiderül, hogy az emberi szellem nem itt találja a világrejtély megoldását. A nagy vágyakozás dallama hamarosan az örömök és a szenvedélyek szemléltetéséhez vezet. Ugyanakkor minden bizonytalan, sirató jellegű. A következő részhez (Sírdal) érünk, a boldogság elmúlt, amit az itt alkalmazott Nietzsche-idézet jellemez: „Úgy gondolok rátok, mint halottaimra.” A tudás keresése ezt követően a tudományhoz vezet, amit Strauss szigorúan szerkesztett fúgával jellemez. Ez a fúgatéma lassú oldódása vezet A lábadozó részhez, amelyben a fúgatéma ellenpontjaként az undor témája jelenik meg. Zarathustra révületbe esik és felkészül, hogy megküzdjön a Rosszal, az ember a célja felé halad. Ennek során ismét közel kerül a természethez, a zenében nyíltan, és nagy dinamikával lép elő a bevezető C-dúr akkord és a hatalmas természet téma. Zarathustra felülemelkedik a földi gondokon, mintegy kineveti azokat. Táncra perdül, mégpedig a hegedű által indított keringő zenére. A mámor fokozódik, Zarathustra szerelmes álomba zuhan, kozmikus méretű imádata az emberiség iránt nyilvánul meg, az emberfeletti ember boldogan oldódik fel a világegyetemben. Csodálatos, megnyugtató, igen halk motívumsorral zárul a darab.
A darab előadása általában 30–35 percet vesz igénybe.

## A zene megjelenése filmekben, játékokban
Az Imigyen szóla Zarathustra legnevezetesebb „filmszerepe” Stanley Kubrick 2001: Űrodüsszeia című filmjében volt, ahol a zenemű híres napkelte motívuma hangzik fel. Ezt követően további filmek is felhasználták Strauss zenéjét, de többnyire Kubrick filmjére utalva. Néhány film ezek közül: A 22-es csapdája, 2010: A kapcsolat éve (a Kubrick-film folytatása), Toy Story 2, Magnólia, Ember a Holdon, Zoolander, Charlie és a csokigyár, Simpson család – A film, WALL·E, Egyik kopó, másik eb.
A Chicken Invaders című számítógépes játék nyitózenéje is ebből a műből van kölcsönözve.